# 102 км (зупинний пункт, Придніпровська залізниця)
102 кілометр — пасажирський залізничний зупинний пункт Криворізької дирекції Придніпровської залізниці на електрифікованій лінії Кривий Ріг-Головний — Висунь між станціями Кривий Ріг-Головний (5 км) та Кривий Ріг (1,6 км). Розташований у Металургійному районі міста Кривого Рогу Дніпропетровської області.

## Пасажирське сполучення
Через зупинний пункт 102 км прямують приміські електропоїзди за напрямком Дніпро-Головний / Нікополь / Кривий Ріг-Головний — Кривий Ріг-Головний / Інгулець / Тимкове, проте не зупиняються. 